# 110-kV-Leitung Salzgitter–Peine

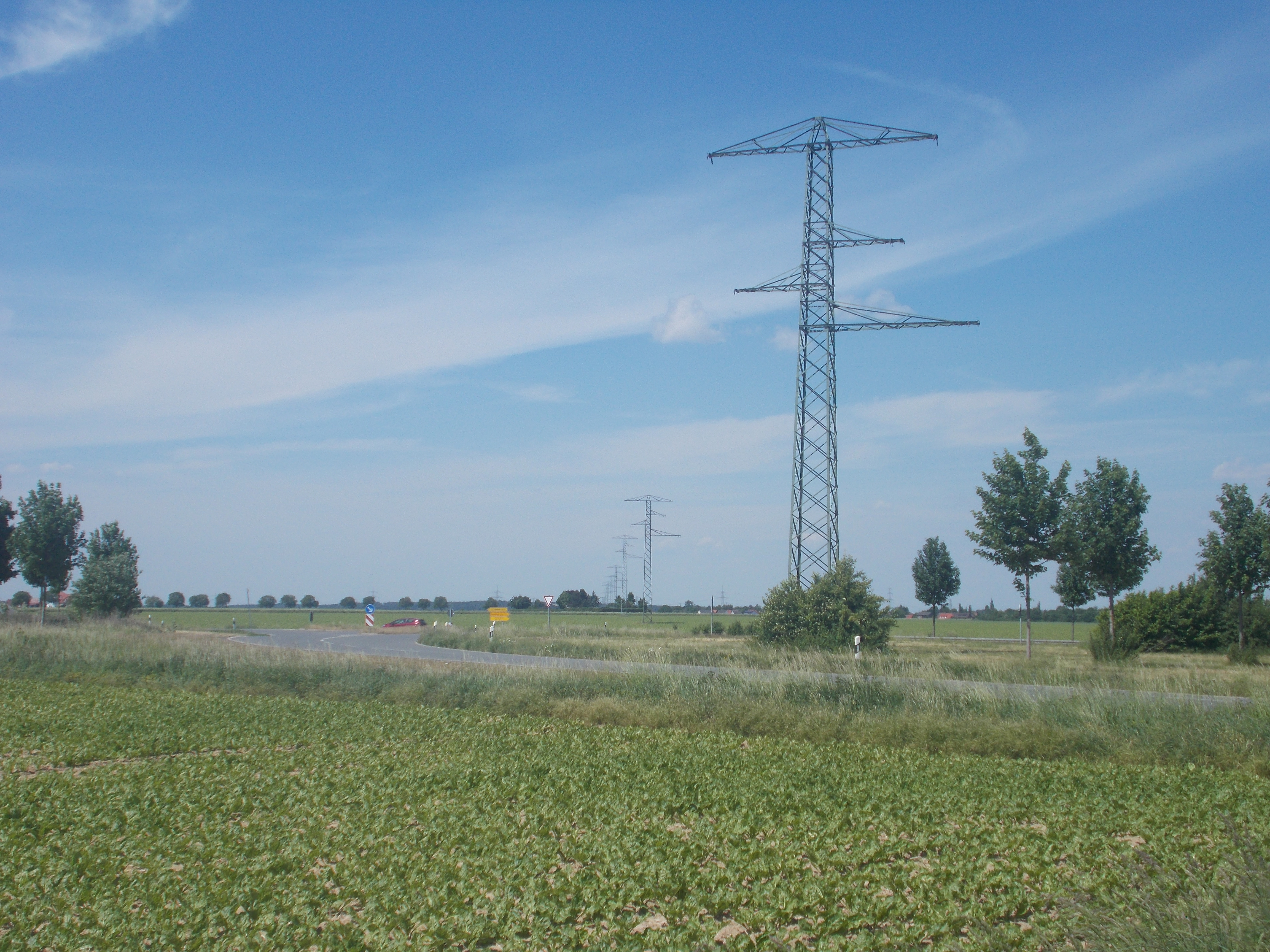
Unbeseilte Masten bei Vechelde

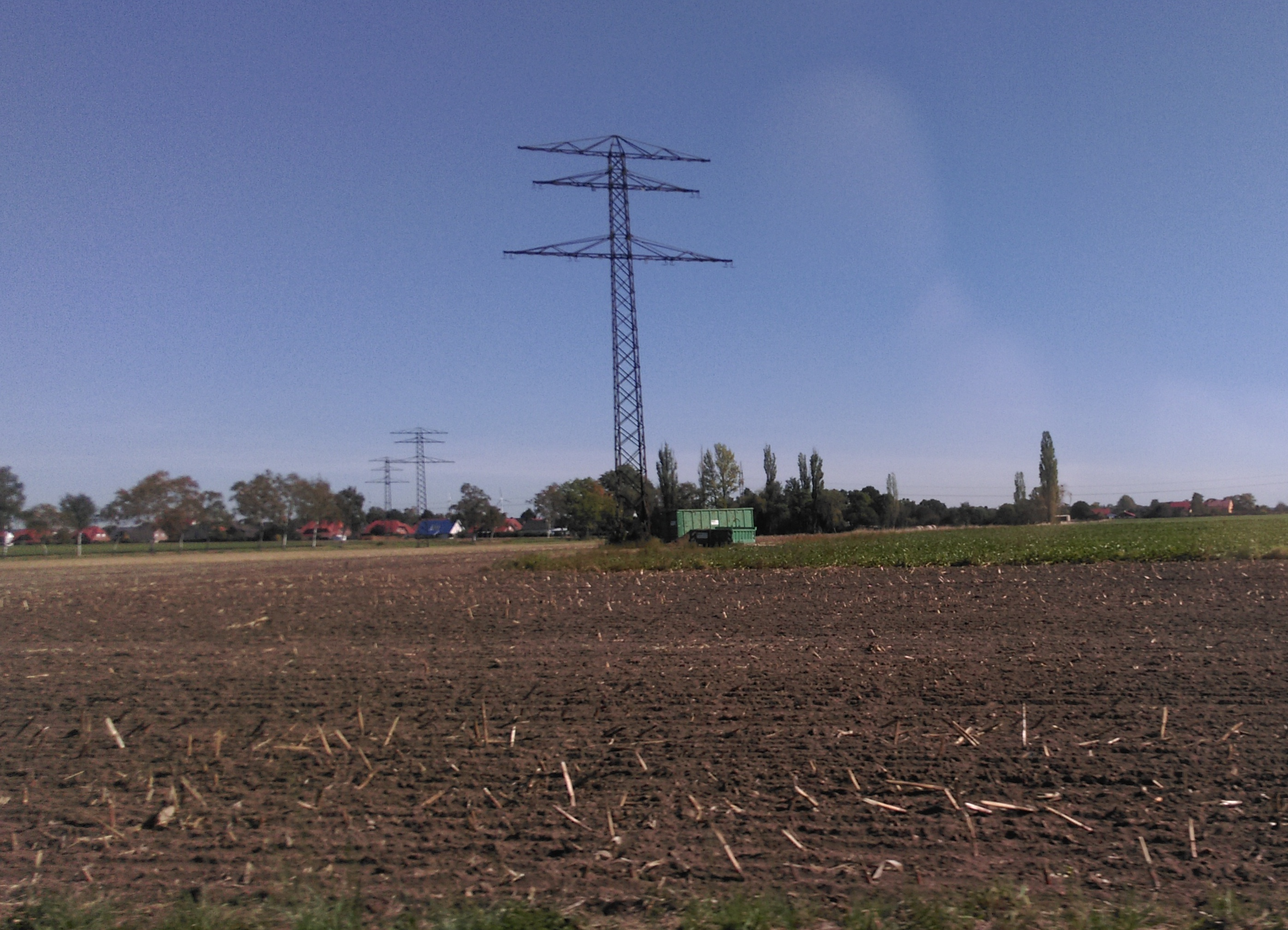
Unbeseilter Abzweig

Die 110-kV-Leitung Salzgitter–Peine war eine einkreisige Drehstrom-Hochspannungsfreileitung, welche 1941 von der Salzgitter AG zwischen dem Umspannwerk Salzgitter-Hallendorf und Peine gebaut wurde, um die dortigen Stahlwerke mit elektrischer Energie zu versorgen. Obwohl die Leitung bereits 2011 außer Betrieb genommen wurde, stehen bzw. standen die insgesamt 95 Freileitungsmasten mit Stand 2019 unbeseilt in der Landschaft, was in Deutschland ungewöhnlich ist.

## Bauform und Verlauf
Die Masten weisen eine asymmetrische Bauform in Strickleiteranordnung auf, wobei die unterste Traverse relativ ausladend ist. Die breite oberste Traverse trug zwei Erdseile, was für eine einkreisige Leitung ungewöhnlich ist.
Die Leitung verlief vom Umspannwerk Hallendorf ausgehend recht genau in nördliche Richtung und westlich an Vechelde vorbei. Nördlich von Sierße wird die Bahnstrecke Hannover – Braunschweig und westlich von Woltorf der Mittellandkanal gekreuzt. Nordöstlich von Peine wurde ein Abzweig auf zweikreisigen Masten zu einem Umspannwerk im Peiner Industriegebiet geführt.
Ursprünglich wurde die Leitung zusammen mit einer weiteren 110-kV-Leitung nördlich um Peine herumgeführt. Davon zeugen heute noch die mit drei Systemen belegten Masten entlang der Autobahn 2. Dort war sie an das Umspannwerk Peine-West angeschlossen und führte in südliche Richtung weiter bis Ilsede. Dieser westliche Arm der Leitung wurde bereits in den 1990er Jahren demontiert.

## Rückbau
Da der für den Betrieb der Stahlwerke benötigte Strom durch die öffentlichen Netze gewährleistet ist, wurde die Leitung obsolet. Da die Stadt und die Salzgitter AG sich jedoch nicht auf die Finanzierung für den Rückbau der Masten einigen konnten, blieben die Masten unbenutzt stehen. Dies sorgte für einigen Unmut bei örtlichen Bauern, auf deren Feldern die Masten stehen, ein Landwirt bezeichnete dies gegenüber den Peiner Nachrichten als „Unding“ und „Frechheit“ seitens der Salzgitter AG.
Seit 2018 werden auch sukzessive die Masten entfernt und dem Recycling zugeführt. Bis 2020 sollen die letzten Masten zurückgebaut worden sein.